# Berlești
Berlești est une commune roumaine située dans le județ de Gorj.